# Berni-felvidék

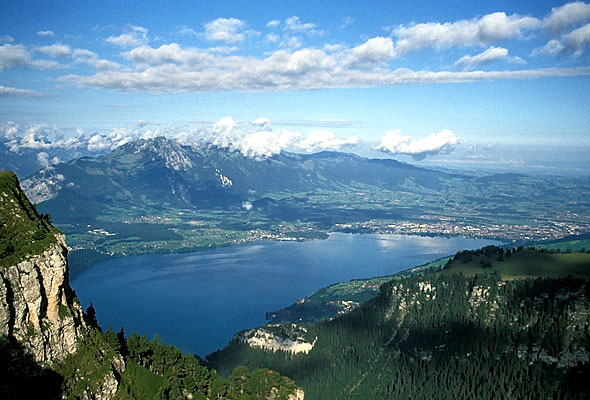
Thun város és a Thun-tó látképe a Niederhornról

A Berni-felvidék (németül: Berner Oberland, franciául: Oberland bernois) Svájc Bern kantonjának magasan fekvő területe, a kanton déli részében. Két fő része a Thuni-tó és a Brienzi-tó körüli vidék, valamint a Berni-Alpok völgyei (az 558 méter magasságban elhelyezkedő Thun-tó fölötti, nem lakható részek).
A felvidékre eső közigazgatási kerületek:
- Thun (kerület)
- Interlaken (kerület)
- Oberhasli (kerület)
- Frutigen (kerület)
- Obersimmental (kerület)
- Niedersimmental (kerület)
- Saanen (kerület)

A Berni-felvidéken beszélt alemann német nyelvjárás, az úgynevezett „legfelső alemann” eltér a Bern városában és a kanton északi részén beszélt „felső alemann” nyelvjárástól.